# Massengräber in Jesenice
Auf dem Gebiet der Gemeinde Jesenice wurden fünf Massengräber aus der Zeit des Zweiten Weltkriegs gefunden.

## Hrušica
In Hrušica befinden sich drei Massengräber aus der Zeit unmittelbar nach dem Zweiten Weltkrieg. In allen Gräbern liegen die sterblichen Überreste von Kriegsgefangenen der slowenischen Heimwehr, die nach dem Krieg aus Österreich repatriiert und ermordet wurden. Jede Stätte enthält die Überreste einer unbekannten Anzahl von Opfern. 
- Massengrab Hrušica Nr. 56 (slowenisch: Grobišče za hišo Hrušica 56) befindet sich hinter dem Haus Huršica Nr. 56.[5][2]
- Massengrab Hrušica 1 (Grobišče Hrušica 1) liegt 40 Meter östlich des Hauses Hrušica Nr. 1. 83,[6][3]
- Massengrab Hrušica 2 (Grobišče Hrušica 2) liegt am Hang darüber.[7][4]

## Javorniški Rovt
In Javorniški Rovt befindet sich ein Massengrab aus der Zeit unmittelbar nach dem Zweiten Weltkrieg. 
- Das Massengrab von Jezerce (Grobišče Jezerce) liegt nordöstlich der Siedlung in einem Gebiet, das Teil einer Testgrabung zum Ausbaggern und Aufstauen des Baches Javornik war, um ein Reservoir für ein Wasserkraftwerk zu schaffen. Es enthält die Überreste von neun Soldaten der Heimwehr aus dem Selca- oder Poljane-Tal, die Anfang Mai 1945 ermordet wurden[5]

## Kočna
In Kočna befindet sich ein Massengrab aus der Zeit unmittelbar nach dem Zweiten Weltkrieg. 
- Das Massengrab von Kočna (Grobišče Kočna), auch bekannt als Massengrab von Poljane nad Jesenicami (Grobišče Poljane nad Jesenicami), liegt südöstlich der Siedlung, einige Dutzend Meter von einer unbefestigten Straße entfernt. Es handelt sich um eine sichtbar eingesunkene Fläche von 4 mal 1,5 Metern und enthält die Überreste von bis zu 40 deutschen Kriegsgefangenen, die am 7. oder 10. Mai 1945 ermordet wurden. Eines der beabsichtigten Opfer konnte fliehen.[6]